# Godofredo Ortega Muñoz
Godofredo Ortega Muñoz (San Vicente de Alcántara, 17 de fevereiro de 1899 — Madrid, 1982) foi um pintor espanhol.